# European Collection of Authenticated Cell Cultures
La European Collection of Authenticated Cell Cultures (ECACC) o Col·lecció Europea de Cultius Cel·lulars Autenticats, és una institució britànica que allotja i subministra línies cel·lulars així com altres materials biològics per a la recerca i el desenvolupament, de manera semblant a la més coneguda American Type Culture Collection (ATCC).
Forma part de les col·leccions de cultius de la UK Health Security Agency (Agència de Seguretat Sanitària del Regne Unit) que inclou l'ECACC, l'NCTC, l'NCPV, l'NCPF, la HipSci i l'EBiSC. La seu de la institució i on s'emmagatzema aquest important banc, es troba a Porton Down, Salisbury (Regne Unit).
L'ECACC, que es va establir el 1985, consta d'un equip amb coneixements especialitzats que subministren línies cel·lulars autenticades, cèl·lules mare pluripotents induïdes (iPSC) i àcids nucleics per proporcionar estoc a la comunitat investigadora. L'ECACC és una de les primeres col·leccions de cultius cel·lulars autenticats a tot el món i ara conté línies cel·lulars de 45 espècies diferents, incloent 50 teixits tipus, 300 HLA tipus, més de 800 trastorns genètics i aproximadament 450 anticossos monoclonals.
Els productes ECACC són marques comercials del sistema de salut públic anglès i en concret de la UK Health Security Agency i la marca comercial no es pot utilitzar sense un acord de llicència, que es pot sol·licitar mitjançant el contacte amb PHE Culture Collections. Tots els productes de l'ECACC es poden trobar al lloc web de les col·leccions de cultius juntament amb una sèrie de serveis com ara proves de micoplasmes i cursos de formació per a cultiu cel·lular.
Existeixen altres organismes semblants a altres països com l'ATCC als Estats Units o el CBA a Austràlia.